# مون مون سان
مون مون سان (انگلیسی: Moon Moon Sen؛ زادهٔ ۲۸ مارس ۱۹۴۸) یک هنرپیشه، و سیاست‌مدار اهل هند است.
او در فیلم‌های دل زخمی، زندگی یک مبارزه است، داخل و خارج، پادشاه وقت، لیکن، چیزی هست، تله و ۱۲بی بازی کرده‌است.